# Zagazig
Zagazig (arabisk: الزقازيق, az-Zaqāzīq) er en by i Egypten, der ligger i den østlige del af Nil-deltaet, og er det hovedstaden i guvernementet Ash Sharqiyah.
Zagazig ligger ved Muweiskanalen og er et knudepunkt for handel med majs og bomuld. I byen ligger et museum, Museum of Tal Basta Antiquities,Tal Basta-museet (en) der indeholder mange vigtige arkæologiske udstillinger.
I byen liger Zagazig Universitet, et af Egyptens  største universiteter, med kollegier inden for forskellige områder af videnskab og kunst. Det arkæologiske museum ved universitetet i Zagazig udstiller betydelige fund fra de nærliggende steder, Bubastis (Tell Basta) og Kufur Nigm.
I Zagazig den berømte koptiske egyptiske journalist, filosof og socialkritiker, Salama Moussa, og den berømte egyptiske sangskriver Morsi Gameel Aziz født.
Bemærkelsesværdige gader i Zagazig er Farouk Street, Government Street, Abu Hamad og El Kawmia Street.

## Historie
Byen blev grundlagt i det 19. århundrede hvor den tidligere landsby med navnet Nazlat az-Zaqāzīq, lå. Den var opkaldt efter familien Zaqzuq.  Selve familiens navn stammer fra et dialektalt ord zaqzuq eller ziqziq som betyder "et lille væsen" (fx. en fisk eller en mus) og kommer fra et koptisk ord ϫⲉⲕϫⲓⲕ "myre eller andet insekt".
3 km sydøst for byen ligger ruinerne af den gamle egyptiske by Bubastis, som var den gamle hovedstad i det 18. nome og hjemsted for festen, der fejrer kattegudinden Bastet.
Navnet Bubastis er den græske version af det egyptiske sprognavn Pr-Bastet "Huset [Tempel] i Bastet". Byen var hovedstad i Egypten i det 22. og 23. dynasti. Her findes rester af templer bygget af Osorkon II og Nectanebo II. Katakomberne, hvor de hellige katte blev begravet, ligger bag ruinerne af et kapel fra det gamle kongerige fra Pepi I Meryres periode.